# شهرداری ماروپه
شهرداری ماروپه (به لاتین: Mārupe Municipality) یک شهرداری در لتونی است. شهرداری ماروپه ۱۳٬۹۵۸ نفر جمعیت دارد.